# FSO Syrena
La FSO Syrena est une petite berline produite par le constructeur automobile polonais FSO, de 1957 à 1983.

## Des débuts artisanaux
Après le lancement de la première voiture polonaise, la Warszawa, FSO réfléchit à une voiture plus abordable et plus modeste.
Le premier prototype est réalisé en juillet 1953, et reprend certaines pièces de la Warszawa. Le moteur trouve plutôt son inspiration de l’autre côté de la frontière, en Allemagne de l’Est : c’est un bicylindre 746 cm3, deux-temps, développant 22 ch. Le tout associé à une boîte à quatre rapports d’origine IFA. Le deuxième prototype, au style moins lourd, et présenté à la direction le 31 août 1953, est retenu pour la série.
La voiture reçoit le nom de Syrena, en référence à la sirène qui se trouve sur les armoiries de la ville de Varsovie. 
La Syrena fait sa première apparition publique à la Foire de Poznań, en 1955, mais la production ne débute que deux ans plus tard, en 1957.
Ce premier modèle (type 100), fabriqué artisanalement dans l’usine de Bielsko-Biała, ne sort qu’à 200 exemplaires la première année, puis 660 en 1958.
La production sur chaîne de montage débute à l’automne 1958, mais les cadences restent faibles par rapport à celles de la Warszawa. 

## Une succession de nouvelles versions
Fin 1959, la Syrena 100 est remplacée par la 101, qui adopte des jantes de 15 pouces et un moteur poussé à 27 ch.
Le 1er mai 1960, l’usine dévoile un joli coupé sur la base de la Syrena : la Syrena Sport, dessinée par Cezary Nawrot, et qui est motorisée par un inédit moteur à quatre temps. Cette version originale ne verra jamais le jour.
La Syrena 102 fait son apparition en mars 1962, et se distingue par sa nouvelle gamme de couleurs, son installation électrique totalement repensée, et son coffre plus vaste.
Elle sera épaulée début 1963 par une 102S à moteur 991 cm3 d’origine Wartburg.
Ces deux modèles sont remplacés en septembre 1963 par les 103 et 103S, sur lesquels est montée une nouvelle calandre. Le modèle 103 développe 30 ch, mais ne dépasse toujours pas les 105 km/h.
Ce cap sera franchi en 1966, avec la nouvelle 104 à moteur 842 cm3 de 40 ch, capable de pousser jusqu’à 120 km/h.
Un prototype à trois portes est construit en 1967, sous le nom de Syrena 110. Moderne pour l’époque, il n’a malheureusement pas séduit les autorités, à l’heure où la production de la nouvelle Polski-Fiat 125P était la priorité.

## Dernières évolutions et montage chez FSM
En 1969, la Syrena est la FSO la plus produite, avec 18 023 unités assemblées cette année-là.
La 104 s’efface en 1972 devant la 105, qui abandonne enfin les portes « suicide » pour un système d’ouverture plus conventionnel. La gamme est complétée par un pick-up et une fourgonnette, la Syrena Bosto.
Le 21 août 1969, FSO cesse d’assembler la Syrena, privilégiant la 125P, de plus en plus demandée. La petite berline trouve alors refuge chez FSM, aux côtés de la Fiat 126 Bis (renommée FSM 700 en Pologne). Elle sera déclinée dans une version Luxe, plus confortable, à partir de 1974.
La carrière de la Syrena prend fin le 15 juillet 1983. Au total, 521 311 autos ont été construites, dont les deux tiers chez FSM.

## Galerie

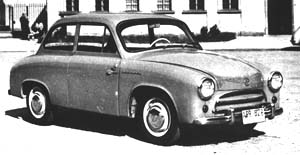
FSO Syrena 101
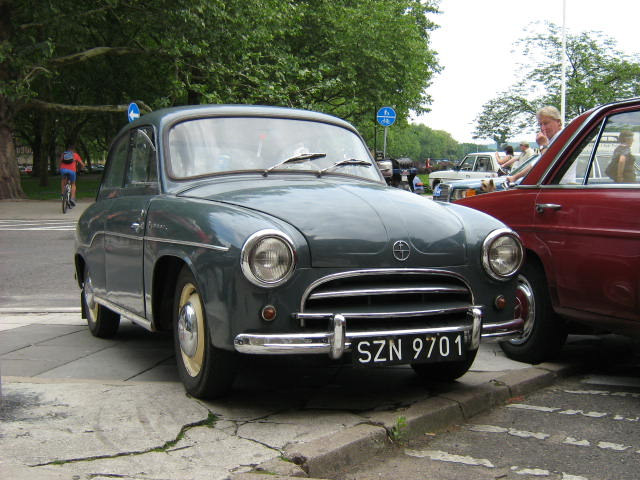
FSO Syrena 102
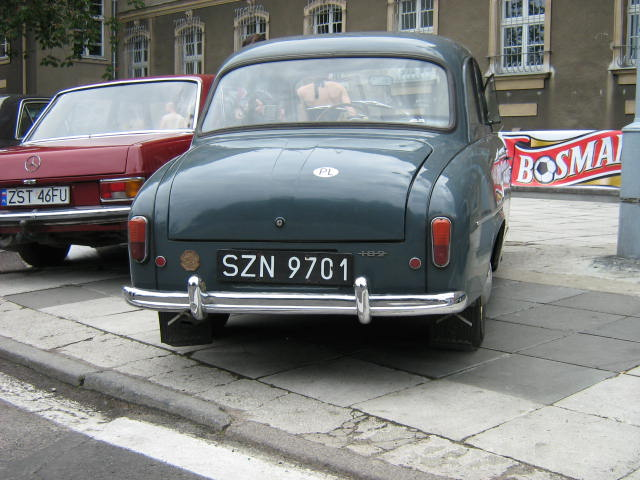
FSO Syrena 102, vue arrière
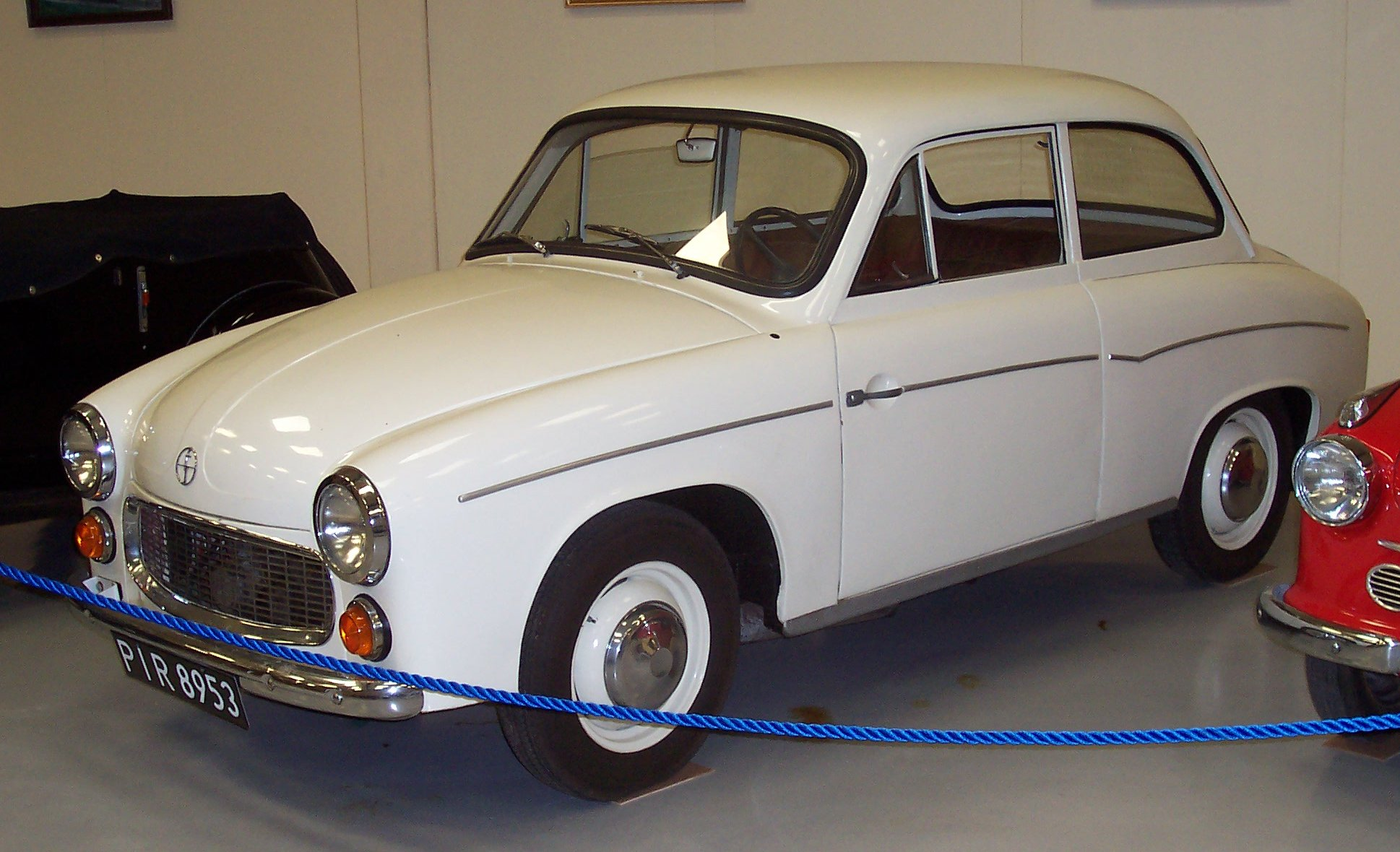
FSO Syrena 104
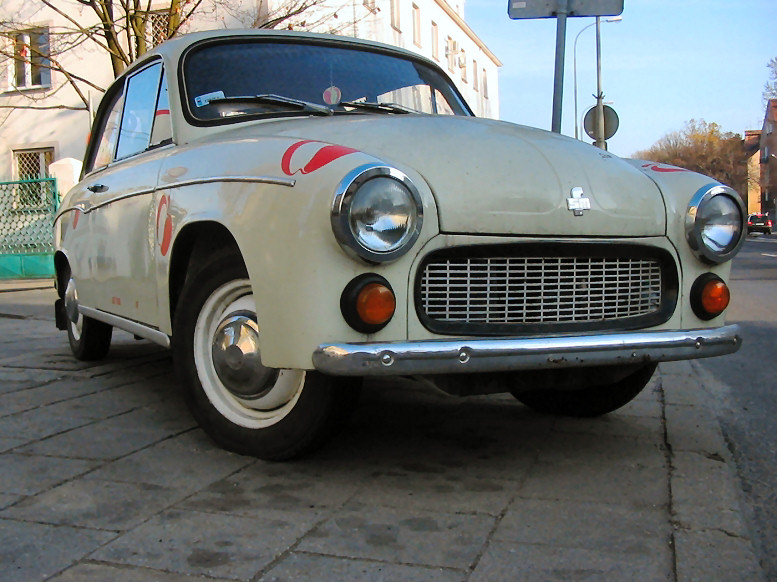
FSO Syrena 105
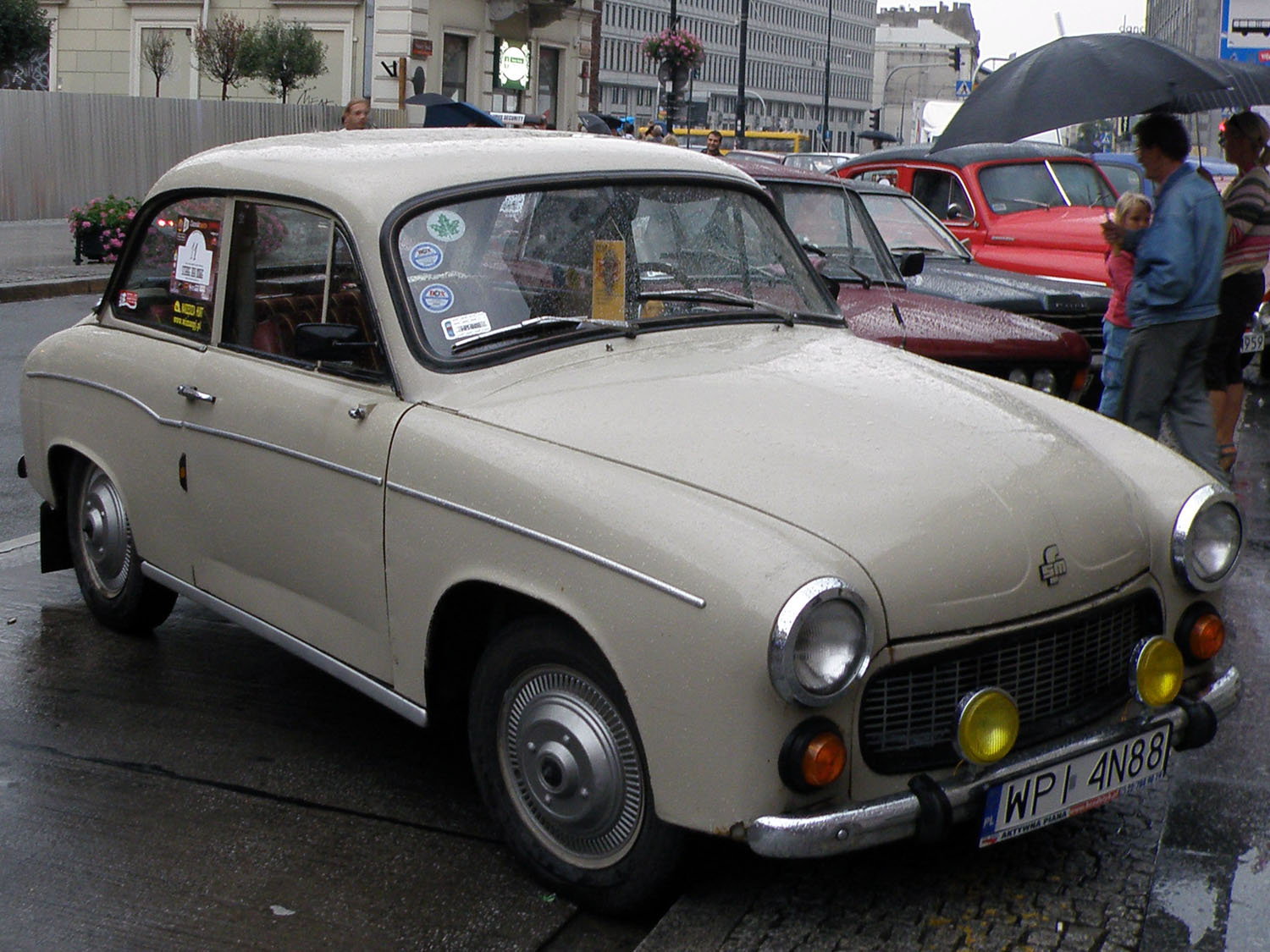
FSO Syrena 105
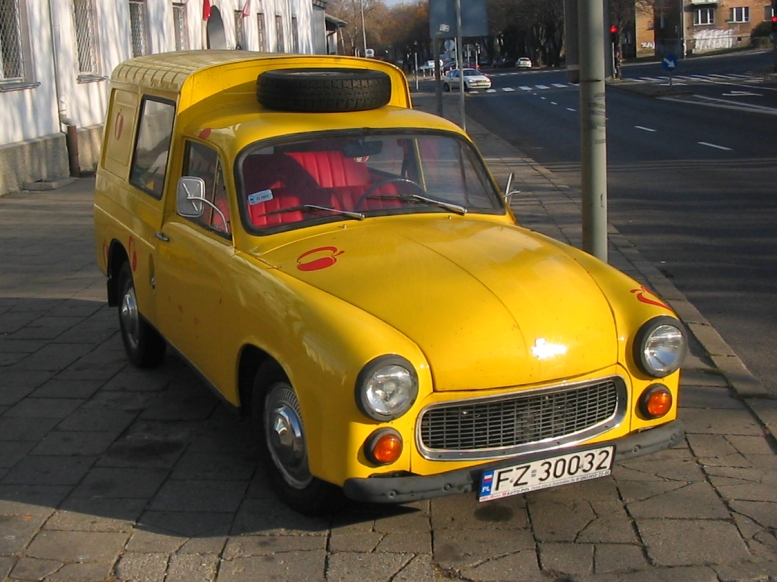
FSO Syrena Bosto

## Sources
- Bernard Vermeylen, Voitures des pays de l'Est, Boulogne-Billancourt, ETAI, 2008, 239 p. (ISBN 978-2-7268-8808-7, OCLC 470767381)